# Дурнишник сибирский
Дурнишник сибирский (лат. Xanthium sibiricum) — однолетнее травянистое растение, вид рода Дурнишник (Xanthium) семейства Астровые (Asteraceae).

## Распространение
В диком виде произрастает в Закавказье, Средней Азии, Китае, Японии, Корее. На территории России встречается в Западной и Восточной Сибири, на Дальнем Востоке.
Как редкое адвентивное растение обнаружено в средней полосе Европейской части России — Москве, Калужской, Самарской и Ульяновской областях.
Встречается на лугах, луговых склонах, по берегам и в долинах рек, опушкам, на пустырях, сорных местах, в огородах, близ жилья.

## Ботаническое описание
Стебель прямой, жёсткий, высотой 40-60 см, простой или немного ветвистый, внизу округлый, вверху бороздчатый.
Листья треугольной-яйцевидные или сердцевидные, длиной 5—9 см, шириной 5—10 см, почти цельные или неясно пильчато-зубчатые, с обеих сторон более менее густо покрыты короткими прижатыми волосками и точечными железками, на тонких черешках длиной 3—11 см.
Женские корзинки совершенно особенные: с 2 женскими нитевидными цветками, заключенными в мешковидносросшуюся обёртку, снаружи усаженную крючковидными шипиками.
При плодах обёртки твердеют, достигают 12-15 мм длиной, 4-7 мм шириной, вместе с колючками железистоопушенные, реже голые, на верхушке с 2 прямыми клювиками.

## Классификация

### Таксономия
Вид Дурнишник сибирский входит в род Дурнишник (Xanthium) семейства Астровые (Asteraceae) порядка Астроцветные (Asterales).
|  |                                      |  |                                                             |                                                             |                    |  | ещё 12 семейств (согласно Системе APG II) | ещё 12 семейств (согласно Системе APG II) |                          |  |  |  | от 3 до 25 видов |
|  |                                      |  |                                                             |                                                             |                    |  | ещё 12 семейств (согласно Системе APG II) | ещё 12 семейств (согласно Системе APG II) |                          |  |  |  | от 3 до 25 видов |
|  |                                      |  |                                                             | порядок Астроцветные                                        |                    |  |                                           |                                           | род Дурнишник            |  |  |  |                  |
|  |                                      |  |                                                             | порядок Астроцветные                                        |                    |  |                                           |                                           | род Дурнишник            |  |  |  |                  |
|  | отдел Цветковые, или Покрытосеменные |  |                                                             |                                                             | семейство Астровые |  |                                           |                                           | вид Дурнишник сибирский  |  |  |  |                  |
|  | отдел Цветковые, или Покрытосеменные |  |                                                             |                                                             | семейство Астровые |  |                                           |                                           |                          |  |  |  |                  |
|  |                                      |  | ещё 44 порядка цветковых растений (согласно Системе APG II) | ещё 44 порядка цветковых растений (согласно Системе APG II) |                    |  |                                           | ещё от 900 до 1000 родов                  | ещё от 900 до 1000 родов |  |  |  |                  |
|  |                                      |  |                                                             | ещё 44 порядка цветковых растений (согласно Системе APG II) |                    |  |                                           |                                           | ещё от 900 до 1000 родов |  |  |  |                  |